# Larry Robinson (cestista)
Lawrence Robinson, detto Larry (Bossier City, 11 gennaio 1968), è un ex cestista statunitense, professionista nella NBA, in Europa, in Sudamerica e nelle Filippine.

## Palmarès
- Campionato NBA: 1:

Houston Rockets: 1994
- Campione CBA (1995)
- Miglior marcatore CBA (1998)